# قرقاول شاخ‌دار تمینیک

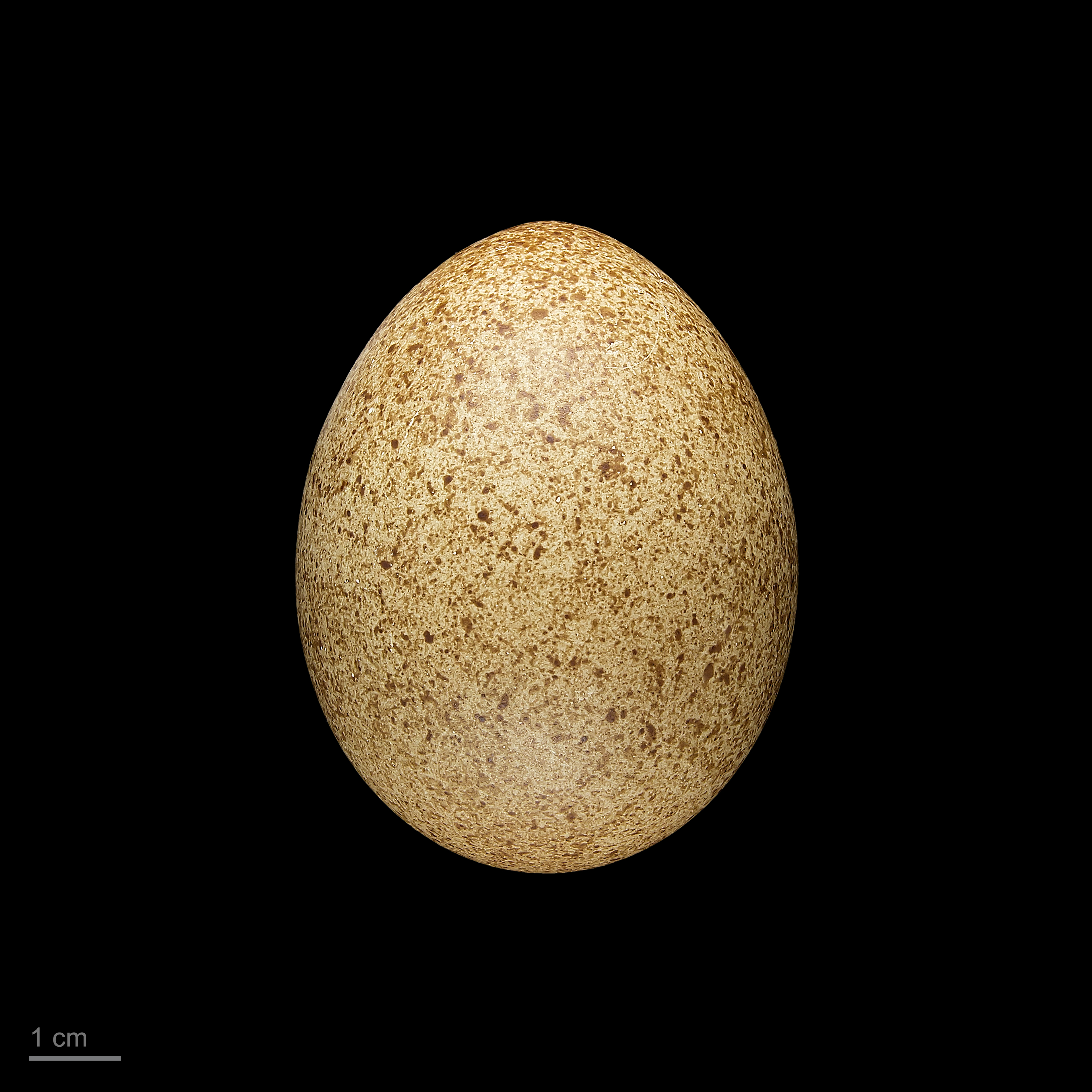
Tragopan temminckii

قرقاول شاخ‌دار تمینیک (نام علمی: Tragopan temminckii) نام یک گونه از سرده قرقاول شاخ‌دار است.